# Impact Wrestling Redemption
Impact Wrestling Redemption – gala wrestlingu zorganizowana przez amerykańską federację Impact Wrestling (IW), nadawana na żywo w systemie pay-per-view. Odbyła się 22 kwietnia 2018 w Universal Studios w Orlando na Florydzie. Była to pierwsza gala z tego cyklu, a zarazem pierwsze pay-per-view IW w 2018.
Karta walk składała się z ośmiu pojedynków, w tym czterech o tytuły mistrzowskie. Walką wieczoru był Three Way match, w którym Pentagón Jr. zdobył Impact World Championship po pokonaniu dotychczasowego mistrza, Austina Ariesa, oraz Fénixa. Eli Drake i Scott Steiner odebrali Latin American Xchange (Santana i Ortiz) Impact World Tag Team Championship. W innych pojedynkach Allie obroniła mistrzostwo kobiet w walce z Su Yung, podobnie jak Matt Sydal, zwyciężając Peteya Williamsa w spotkaniu o Impact X Division Championship. Na gali zadebiutowała Tessa Blanchard, ponadto federacja zaprezentowała nowy wygląd czterech najważniejszych pasów mistrzowskich.
Larry Csonka, redaktor portalu internetowego 411mania.com, ocenił galę na 7 w 10 – punktowej skali.

## Tło
Pierwsze informacje związane z Redemption pojawiły się podczas nagrań do telewizyjnego programu federacji, Impactu!. Produkcja kolejnych odcinków miała miejsce od 10 do 15 stycznia 2018. Ujawniona została wtedy nazwa gali, jej data oraz logo, natomiast oficjalny komunikat dotyczący planowanego wydarzenia Impact Wrestling opublikowany został 15 lutego 2018 na Twitterze. Zarząd organizacji zakomunikował, że Redemption odbędzie się 22 kwietnia 2018 w Universal Studios w Orlando i zasygnalizował, że będzie to pierwsze sztandarowe wydarzenie federacji o nowej nazwie od czasu Genesis w 2005. 7 marca Impact Wrestling wprowadził do sprzedaży pakiet VIP, który umożliwiał zainteresowanym uczestnictwem w Redemption spotkanie z zawodnikami Impact Wrestling, zajęcie najlepszych miejsc podczas gali i następujących po niej w dniach 23–26 kwietnia nagraniach do Impactu!, a także zakup pamiątek.

## Rywalizacje
Redemption oferowało walki wrestlingu z udziałem różnych zawodników na podstawie przygotowanych wcześniej scenariuszy i rywalizacji, które były realizowane podczas cotygodniowych odcinków programu Impact!. Wrestlerzy odgrywali role pozytywnych (face) lub negatywnych bohaterów (heel), którzy rywalizują pomiędzy sobą w seriach walk mających budować napięcie.

### Pojedynek o Impact World Championship

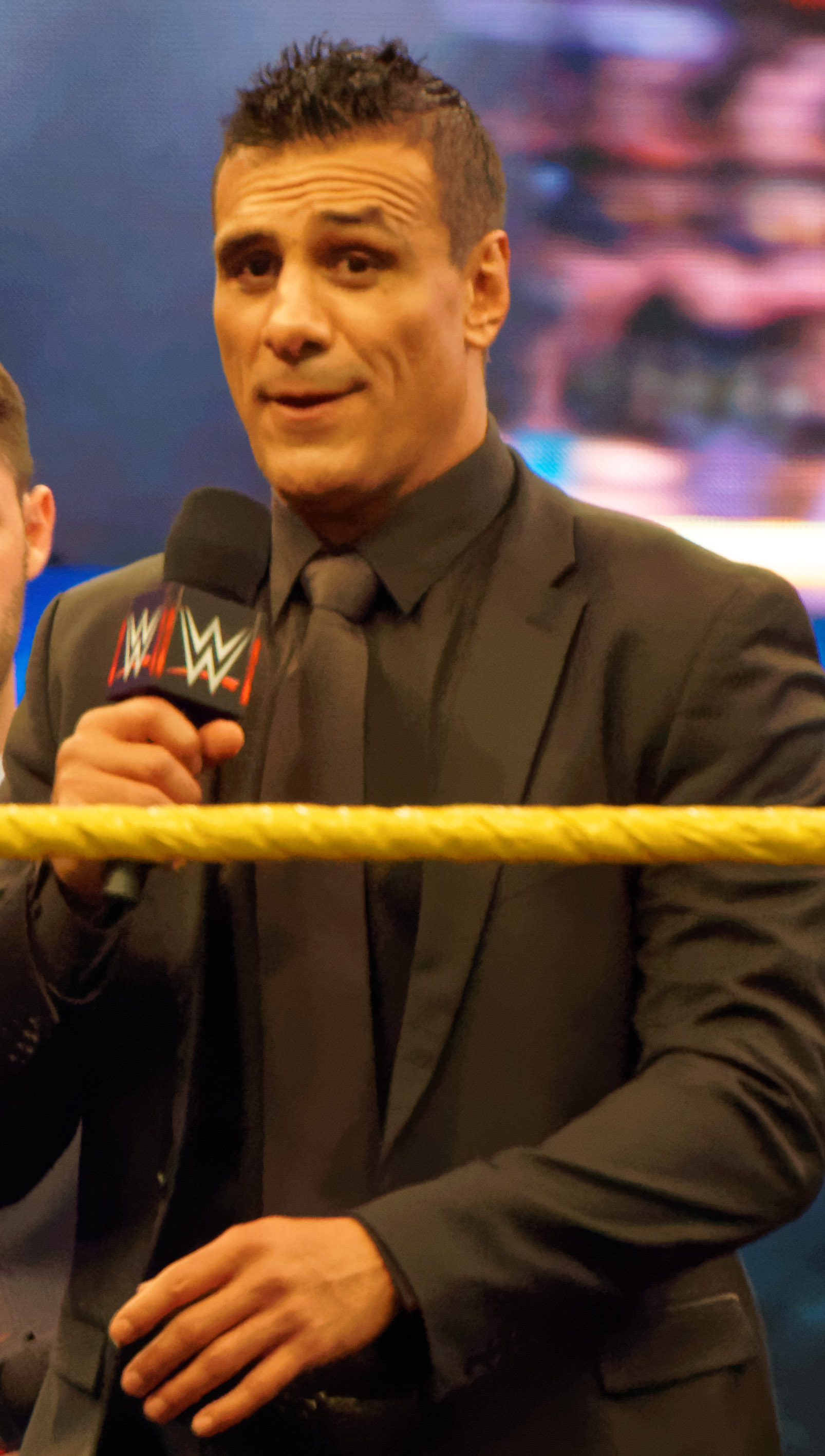
Alberto El Patrón

Austin Aries powrócił do Impact Wrestling 1 lutego 2018, wyzywając Elego Drake’a do walki o Impact Global Championship. Mimo niesportowego zachowania Drake’a i jego pomocnika, Chrisa Adonisa, Aries pokonał go w niecałą minutę i odebrał mu mistrzostwo wagi ciężkiej. Impact Wrestling nazwał zawodnika na Twitterze nowym Impact World Heavyweight Championem (z ang. Światowym mistrzem wagi ciężkiej Impact). W odpowiedzi Aries wyraził chęć, aby tytuł nazywał się Impact World Championship, motywując to zdaniem, że nie reprezentuje kategorii wagowej, lecz klasę światową. 15 lutego obronił mistrzostwo przeciw Drake’owi w walce rewanżowej. Następnie podczas specjalnego odcinka Impactu o nazwie Crossroads, wyemitowanego 8 marca, odniósł zwycięstwo nad pretendentem do tytułu, Johnnym Impactem. Po meczu Alberto El Patrón oklaskiwał obydwu zawodników i uśmiechał się ironicznie. 15 marca Impact Wrestling zapowiedział, że Aries zmierzy się z El Patrónem na Redemption w walce wieczoru, w której nagrodą miał być Impact World Championship. W kolejnych tygodniach obaj zawodnicy wdawali się w słowne utarczki i wystąpili w spocie promującym przyszły mecz. Okazywali sobie w nich pozorny szacunek, ale przede wszystkim starali się zamanifestować własną wyższość i nieuniknione zwycięstwo na kwietniowej gali. W międzyczasie Aries pokonał Matta Sydala, zdobywając Impact Grand Championship, czym zapewnił sobie tytuł Grand Slam Championa jako piąty zawodnik Impact Wrestling.
Rywalizacja Ariesa i El Patróna została przerwana, gdy federacja zwolniła Meksykanina 7 kwietnia w trybie natychmiastowym. Powodem tej decyzji była nieobecność zawodnika w walce wieczoru podczas specjalnej gali przygotowanej przez Impact Wrestling i Lucha Underground 6 kwietnia w ramach tygodnia WrestleManii, który odbył się w Nowym Orleanie. Ostatecznie zapowiadany Tag Team match z jego udziałem organizatorzy przekształcili w Three Way match, w którym Pentagón Jr. pokonał Ariesa i Fénixa. W rezultacie zerwania współpracy federacji z El Patrónem formuła pojedynku o Impact World Championship została zmieniona na spotkanie trzyosobowe, gdy mistrz świata ogłosił na evencie federacji House of Hardcore (8 kwietnia), że zmierzy się z Pentagónem Jr. i Fénixem na Redemption, co będzie również jego rewanżem za przegraną podczas wspomnianego wyżej starcia. Pierwotnie luchadorowie mieli spotkać się przeciwko sobie 22 kwietnia w pojedynku indywidualnym.

### Pojedynek o Impact X Division Championship
Petey Williams uczestniczył 15 marca w Feast or Fired, zdobywając jedną z walizek, w której znajdował się kontrakt na walkę o Impact X Division Championship. Dwa tygodnie później zapowiedział, że wykorzysta zdobytą szansę na Redemption, tym samym ustalona została jego walka przeciwko mistrzowi Dywizji X, Mattowi Sydalowi. Tego samego wieczoru Sydal bronił w imieniu Josha Mathewsa, swojego „przewodnika duchowego”, Impact Grand Championship w spotkaniu z Austinem Ariesem. Williams uniemożliwił Mathewsowi interwencję na korzyść podopiecznego, dzięki czemu Impact World Champion wygrał pojedynek i zdobył tytuł. 12 kwietnia Williams pokonał „przewodnika duchowego” za sprawą dyskwalifikacji, gdy w czasie meczu został zaatakowany przez Sydala.

### Pojedynek o Impact Knockouts Championship
Podczas Impact: Crossroads Allie pokonała Laurel Van Ness, zostając po raz drugi Impact Knockouts Championką. Panowanie rozpoczęła od skutecznej obrony tytułu 22 marca w meczu przeciwko Siennie. Chwilę później Braxton Sutter próbował się jej oświadczyć, mimo że 1 marca, po długotrwałej relacji miłosnej, obwinił ją za swoje porażki oraz starał się powrócić do związku z Van Ness. Allie odrzuciła jego propozycję, po czym została zaatakowana przez debiutującą w federacji Su Yung, która sprzymierzyła się z Sutterem. 5 kwietnia Allie rzuciła wyzwanie napastniczce, wygrywając spotkanie za sprawą dyskwalifikacji, gdy Yung uderzyła ją kijem do kendo. 19 kwietnia Allie wszczęła bójkę z Yung po zwycięskim pojedynku rywalki i Suttera przeciwko Fallahowi Bahhowi i Kierze Hogan.

### Pojedynek o Impact World Tag Team Championship
Eli Drake wystąpił 15 marca w Feast or Fired, zdobywając walizkę zawierającą kontrakt na walkę o Impact World Tag Team Championship. Wrestler nie był zadowolony z takiego obrotu sprawy, ponieważ zwolnił przed rozegraniem pojedynku swojego tag team partnera, Chrisa Adonisa, który nie chciał pojawić u jego boku i wspierać go podczas rywalizacji. Aby wyjść z trudnej sytuacji, Drake zaproponował 29 marca Moose’owi, posiadaczowi nesesera z szansą walki z mistrzem świata, wymianę kontraktów. Moose nie zgodził się na to rozwiązanie, lecz wyraził gotowość postawienia obu walizek na szali w Case vs. Case matchu. Tydzień później Drake’owi, dzięki atakowi Ohio Versus Everything (Jake i Dave Cristowie, Sami Callihan) na przeciwnika, udało się wygrać starcie i uzyskać oba kontrakty. 12 kwietnia zawodnik ujawnił Latin American Xchange (Santana i Ortiz), że zmierzy się z nimi o tytuły tag teamowe na nadchodzącej gali, a jego partnerem drużynowym będzie Scott Steiner.

### House of Hardcore match

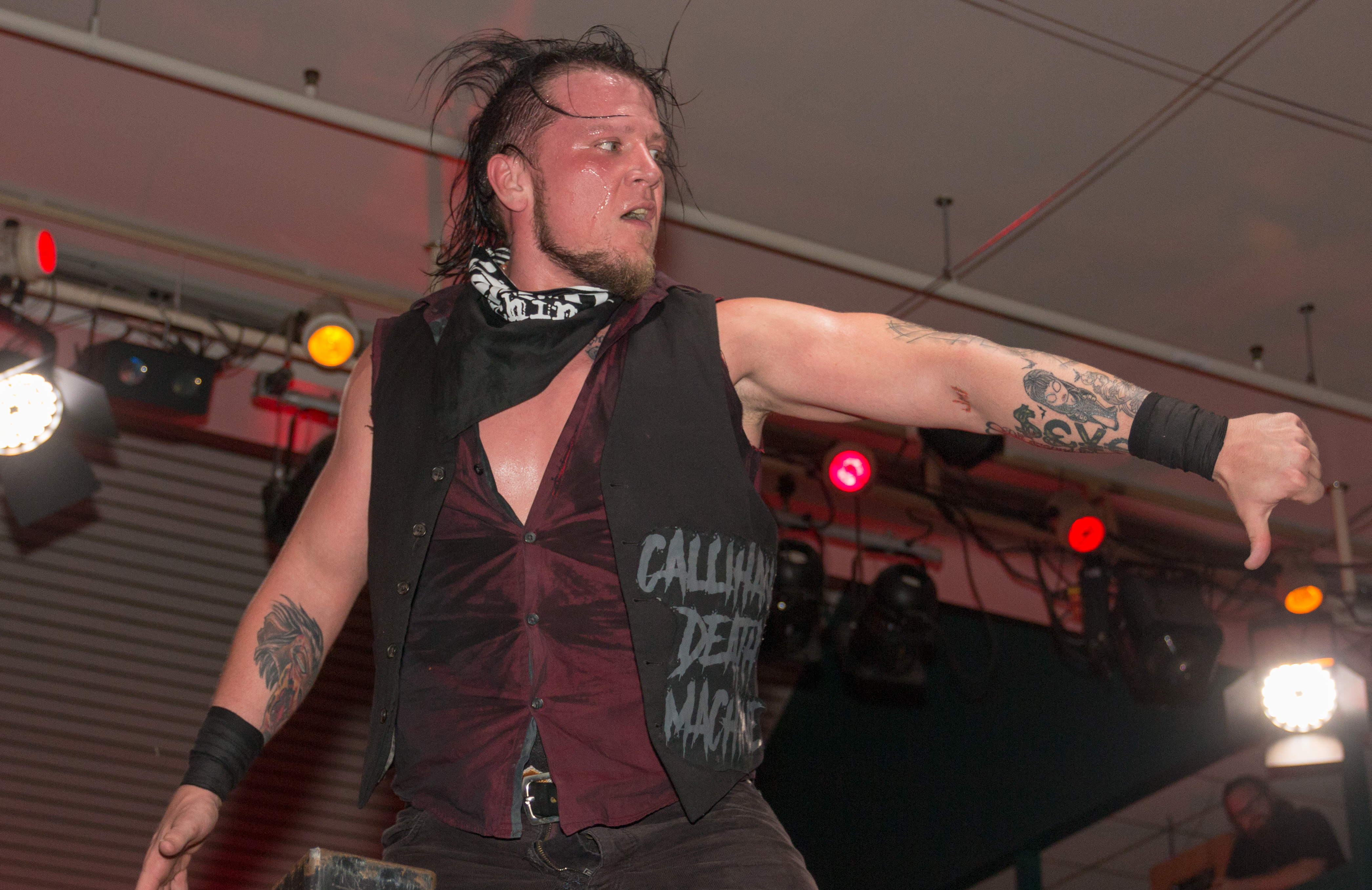
Sami Callihan

15 lutego Bobby Lashley zwyciężył Samiego Callihana wskutek dyskwalifikacji, gdy towarzysze przeciwnika, Jake i Dave Crist, zaatakowali go podczas meczu. Dalszą napaść na Lashlaya przerwał Eddie Edwards, pomagając mu uporać się z trzema członkami Ohio Versus Everything. Tydzień później protagoniści pokonali Cristów w Tag Team matchu. 1 marca Edwards pokonał Callihana, jednak w wyniku pomeczowej bójki doznał obrażeń oka i nosa po przypadkowym uderzeniu go kijem baseballowym w twarz. Incydent zaognił spór między oboma zawodnikami. 15 marca Edwards stanął w obronie Fallaha Bahha, który miał zostać kolejną ofiarą antagonisty. W następnym odcinku Impactu! Callihan śledził jego żonę, Alishę, w hotelu, co w konsekwencji doprowadziło do bijatyki wrestlerów w korytarzu budynku. 29 marca były członek The Wolves przyjechał do Dayton w stanie Ohio, aby wyrównać rachunki z Ohio Versus Everything w ich macierzystym regionie, niemniej samotna wycieczka zakończyła się niepowodzeniem. 5 kwietnia interwencja drużyny zaprzepaściła szanse Moose’a na zdobycie dwóch walizek Feast or Fired, o które walczył z Drakem w Case vs. Case matchu. Dzień później, w czasie wydarzenia organizowanego we współpracy Impact Wrestling i Lucha Underground, Moose pomógł Edwardsowi odeprzeć atak Callihana po zakończeniu I Quit matchu. 12 kwietnia były futbolista odniósł zwycięstwo nad oponentem, który został zdyskwalifikowany za użycie kija baseballowego, po czym trzej członkowie Ohio Versus Everything przystąpili do ataku na niego. Pomoc Edwardsa i Alishy nie przyniosła rezultatu, mimo to szalę zwycięstwa na stronę face’ów ostatecznie przechyliło pojawienie się Tommy’ego Dreamera. Pozbył się on rywali z ringu i wyzwał całą trójkę do House of Hardcore matchu na Redemption przeciwko niemu, Edwardsowi i Moose’owi.

### Six Way match
Impact Wrestling zapowiedział 14 kwietnia Six Way match z udziałem: Taijiego Ishimoriego, Dezmonda Xaviera, El Hijo del Fantasmy, Briana Caga, DJ-a Z i Trevora Lee.

### Aerostar vs. Drago
Impact Wrestling zapowiedział 16 kwietnia, że na Redemption odbędzie się mecz z udziałem zawodników Lucha Underground, Aerostara i Drago.

### Taya Valkyrie vs. Kiera Hogan
Kilka godzin przed rozpoczęciem gali Impact Wrestling dodał do karty walk starcie Tayi Valkyrie i Kiery Hogan.

## Gala

### Osobowości telewizyjne i kwestie organizacyjne

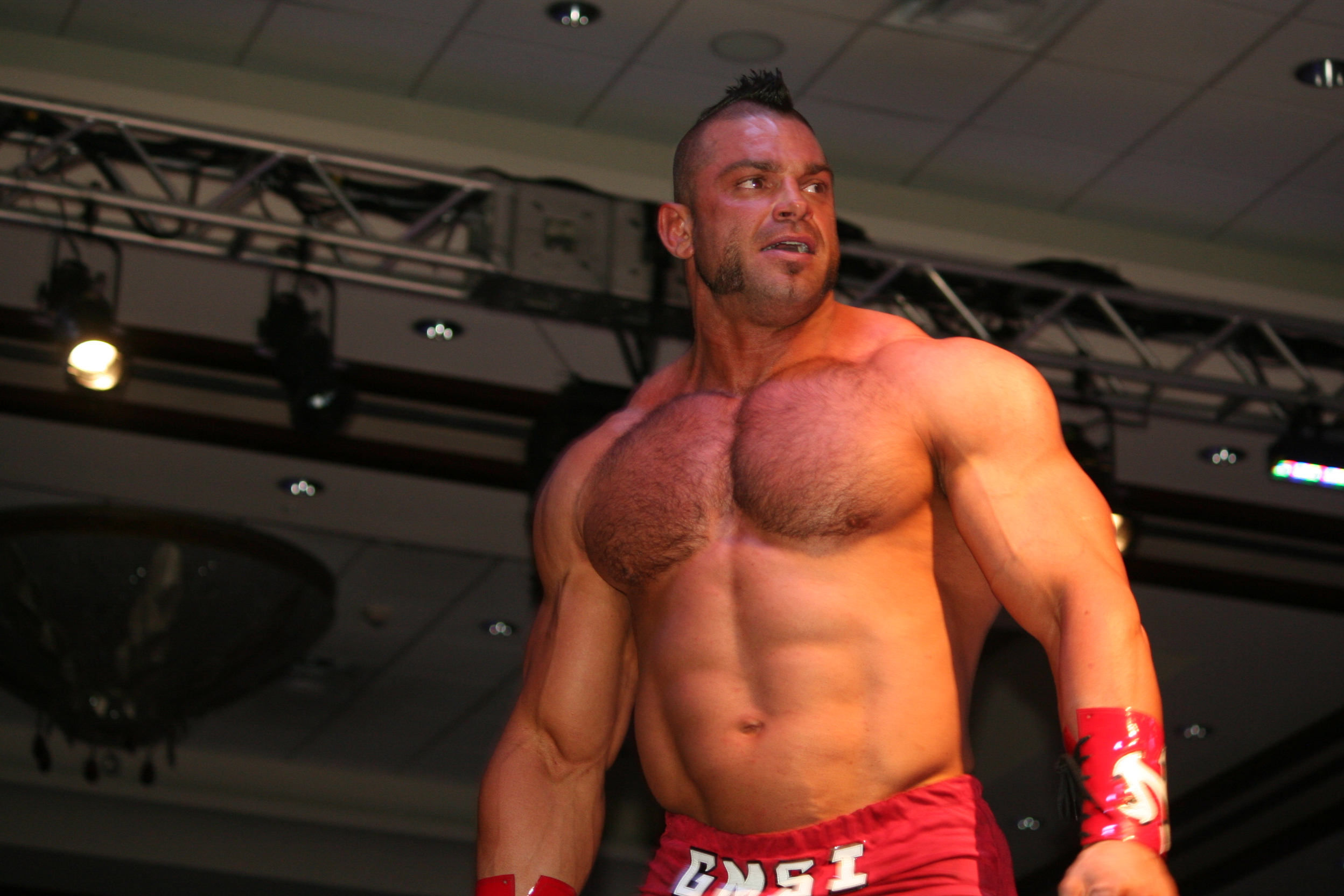
Brian Cage

Przy stoliku komentatorskim Slammiversary XV zasiedli Josh Mathews i Don Callis, natomiast za zakulisowe wywiady z zawodnikami odpowiadała McKenzie Mitchell.
Kilka godzin przed rozpoczęciem Redemption Impact Wrestling przedstawił na Twitterze nowy wygląd czterech najważniejszych pasów mistrzowskich: Impact World Championship, Impact Knockouts World Championship, Impact World Tag Team Championship i Impact X Division Championship. Władze Impact podjęły ten krok ze względu na zakończenie współpracy z Global Force Wrestling (GFW), założonej przez Jeffa Jarretta. Poprzedni wizerunek pasów zawierał logo tejże federacji.

### Główne wydarzenie
W pojedynku otwierającym Redepmption spotkali się Aerostar i Drago. Meksykańscy zawodnicy prowadzili walkę w szybkim tempie z wykorzystaniem wielu akcji wysokiego ryzyka. Po jedenastu minutach Aerostar pokonał rywala za pomocą serii akcji – springboard cuttera i springboard codebreakera, nie ustrzegł się jednak błędów technicznych przy ich wykonaniu.

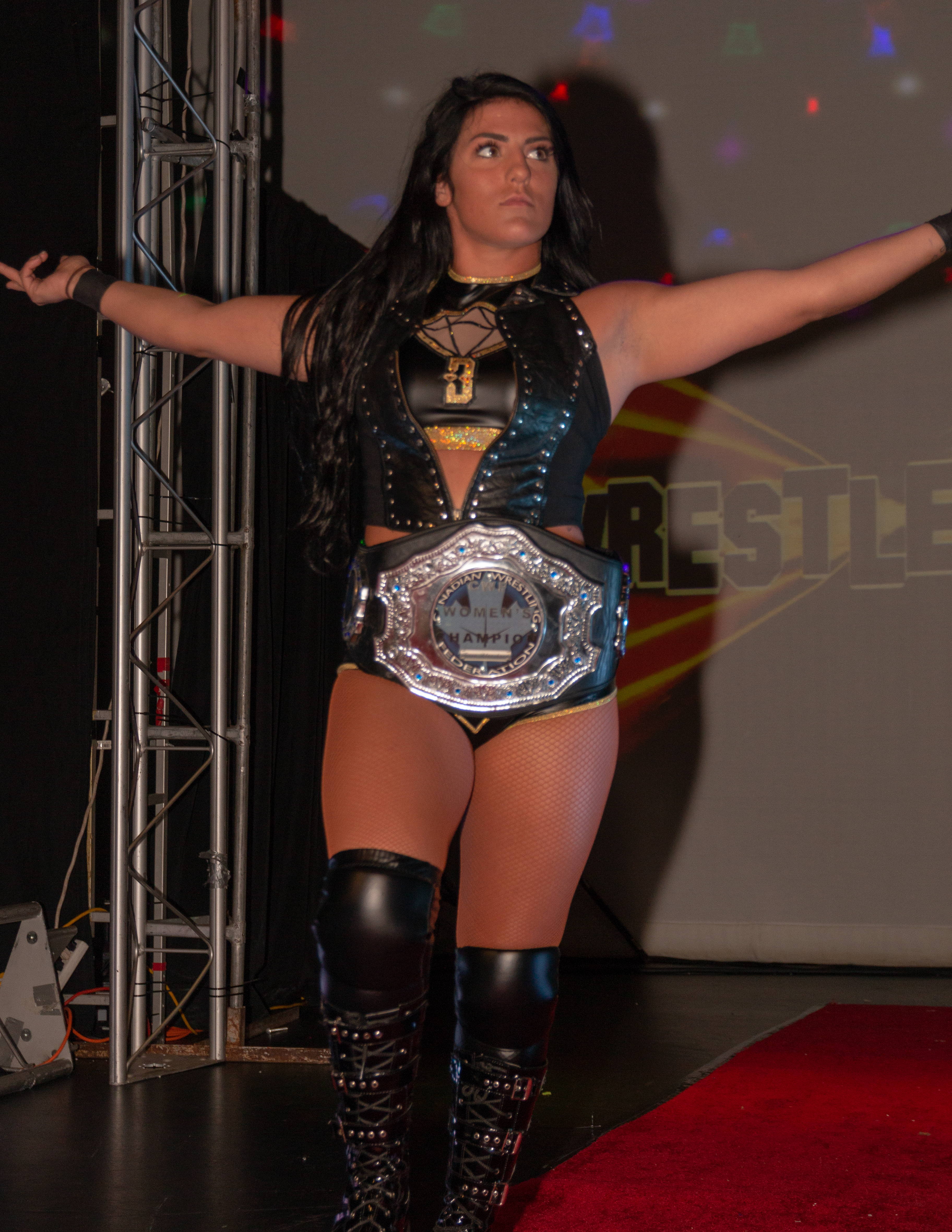
Tessa Blanchard, debiutantka w Impact Wrestling

Tuż po tym The Latin American Xchange (Santana i Ortiz) stanęli w obronie Impact World Tag Team Championship przeciwko Elemu Drake’owi i Scottowi Steinerowi w Tag Team matchu. Konnan, przywódca LAX, nie towarzyszył Ortizowi i Santanie przy narożniku ringu, ponieważ został porwany; taką informację przekazał obu wrestlerom The King w czasie rozmowy telefonicznej przed meczem. W końcowej części pojedynku LAX byli bliscy zwycięstwa, zamierzając za pomocą Street Sweapera (połączenie flying neckbreakera i rzutu powerbomb) pokonać Drake’a, lecz Ortiz zmienił decyzję i skoczył z narożnika na zbliżającego się do ringu Steinera. Tymczasem Drake, będąc na ramionach Santany, oślepił go i zakończył rywalizację swoją akcją kończącą, Gravy Train. W ten sposób The Latin American Xchange utracili tytuły drużynowe.
Następnie odbył się sześcioosobowy pojedynek z udziałem Taijiego Ishimoriego, Dezmonda Xaviera, El Hijo del Fantasmy, Briana Caga, DJ-a Z i Trevora Lee. Zgodnie z zasadą panującą w lucha libre, którą przyjęto przy rozgrywaniu tego Six Way matchu, w ringu przebywali dwaj zawodnicy, a gdy jeden z nich wypadł poza pole walki, mogła go zastąpić inna osoba. Brian Cage odniósł zwycięstwo, najpierw unieszkodliwiając lżejszych rywali, dzięki własnym warunkom fizycznym, na koniec zaś rzucił Xaviera w narożnik, wykonał na nim Drill Claw i przypiął go.
Czwartym spotkaniem w karcie gali było starcie Tayi Valkyrie z Kierą Hogan. Po dynamicznej wymianie akcji między przeciwniczkami Valkyrie pokonała Hogan po wykorzystaniu Road to Valhalla. W międzyczasie do składu komentatorskiego dołączyła debiutująca Tessa Blanchard, która skupiła uwagę na sobie, odsuwając walkę Knockoutek na drugi plan.
W House of Hardcore matchu wzięli udział Eddie Edwards, Moose i Tommy Dreamer, którzy stawili czoło Ohio Versus Everything (Sami Callihan, Jake Crist i Dave Crist). Obie zespoły używały przeciwko sobie różnych przedmiotów, aby odnieść decydujące zwycięstwo. W końcowej części pojedynku Callihanowi udało się osłabić Edwardsa jednym ze swoich ataków, następnie próbował kijem baseballowym uderzyć go w głowę. Dreamer nie pozwolił na to, atakując przeciwnika kijem baseballowym owiniętym drutem kolczastym i wykonując DDT, jednak Callihan, mimo osłabienia, uderzył go w krocze i zakończył mecz roll-upem. Edwards wpadł w furię i brutalnie zaatakował Callihana, przywiązał jego ręce do lin ringu i wielokrotnie uderzał kijem do kendo. Interwencje sędziego, Dreamera i Jake’a Crista nie zdały się na nic. Zawodnik opamiętał się, dopiero gdy przypadkowo uderzył swoją żonę Alishę, po czym bezradnie przyglądał się jak służby medyczne opatrywały ją.
Allie zmierzyła się z Su Yung w obronie Impact Knockouts World Championship. Pretendentce towarzyszył Braxton Sutter. Intensywne siedmiominutowe starcie wygrała Allie, mimo ingerencji Suttera, skontrowała Panic Switch przeciwniczki, wykonała roll-up i zachowała tytuł mistrzowski. Po meczu Sutter prosił Yung, aby nie denerwowała się porażką, po czym zaproponował jej ślub. Zawodniczka opluła go krwią i wykonała na nim Mandible Claw.

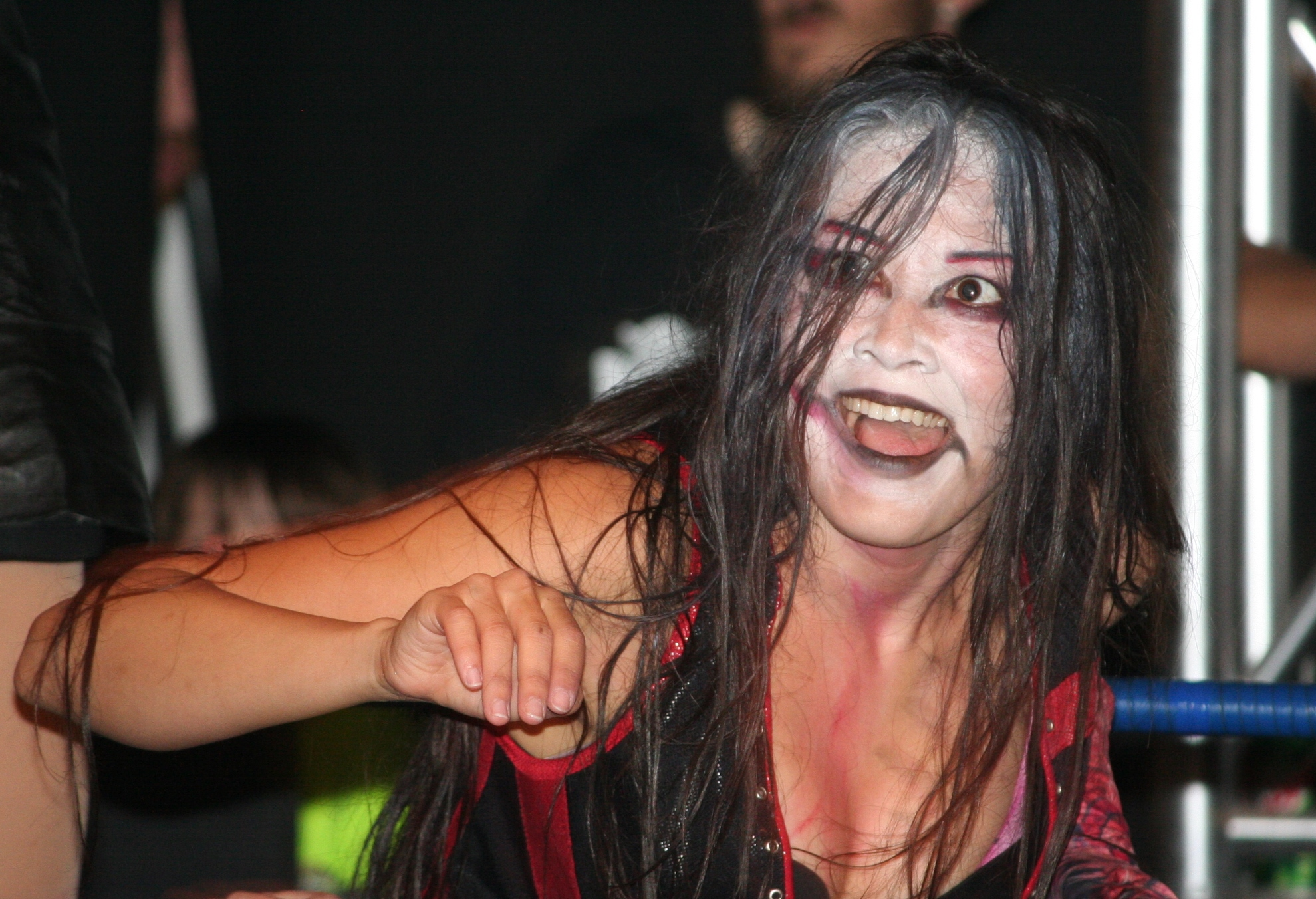
Su Yung

#### Walka wieczoru
Walką wieczoru był pojedynek Impact World Championa, Austina Ariesa, z pretendentami do tytułu, Pentagonem Jr. i Fénixem. Walka zaczęła się długą wymianą spojrzeń oraz przepychankami, po czym Aries wypracował sobie przewagę nad braćmi po zastosowaniu prostych uderzeń. Niebawem mistrz opuścił ring, aby uniknąć kopnięcia w twarz przez obu Meksykanów, i czekał na odpowiedni moment do powrotu na matę. Starł się z Fénixem i próbował wyrzucić go poza pole walki, lecz ten szybko wspiął się na narożnik i skoczył na mistrza, który próbował zmusić do poddania osłabionego Pentagona Jr. Aries wykonał Fénixowi serię akcji i dwukrotnie nieskutecznie starał się go przypiąć. Założył również dźwignię Pentagonowi, lecz znów jego poczynania przerwał drugi z braci, który po wymianie ciosów, wyrzucił Impact World Championa poza ring. Aries wykonał Pentagonowi hurricanranę w locie, następnie Fénix skoczył na obu zawodników w efektowny sposób.
Po powrocie do ringu trzej wrestlerzy rozpoczęli kilkuminutowy wyrównany pokaz zarówno prostych, jak i techniczno–akrobatycznych ruchów z zamiarem przypięcia jednego z przeciwników, wszystkie te próby były jednak bezowocne. Osłabiając rywali poza ringiem, Aries wrzucił ich na matę i wykonał 450° splash leżącym obok siebie przeciwnikom, ale nie uzyskał decydującego przypięcia. Wielokrotnie zadawał ciosy znajdującym się w przeciwległych narożnikach Meksykanom. Pewny siebie Aries został zaskoczony serią superkicków od Pentagona i Fénix, po czym drugi z nich również stał się ofiarą tej akcji przeprowadzonej przez brata. Pentagón założył sobie na plecy Fénixa, następnie chwycił Ariesa, wykonując kombinację gory special i package piledriver. Zakończył Three Way match za pomocą Pentagón Pildrivera na Ariesie, zostając nowym Impact World Championem.

## Odbiór gali
Redaktor portalu 411mania.com, Larry Csonka, recenzował galę, wystawiając Redemption notę 7 w 10–punktowej skali. W podsumowaniu napisał: „Ogólnie Impact Wrestling Redemption 2018 nie było zachwycającym wydarzeniem, jednak sądzę, że federacja powróciła do PPV, w którym każdy może znaleźć coś dla siebie. Mieliśmy dobry wrestling, debiut Tessy Blanchard, kilka zaskakujących zmian tytułów mistrzowskich i obron, ponadto produkt przyniósł dobrą zabawę, czego brakowało innym galom od dłuższego czasu”. Za najlepszy pojedynek uznał walkę wieczoru (3¾ gwiazdki), opisując ją w ten sposób: „To była dobra walka wieczoru i najlepsza rzecz podczas gali. Trójka wrestlerów zbudowała dobry fundament na WrestleCon, rozwinęła go tutaj i stworzyła naprawdę mocną dramaturgię pod koniec pojedynku. Wcześniej zauważyłem, że wygrana Pentagóna nie byłaby niemożliwa, ale nadal stanowiłaby niespodziankę. Mając na uwadze, jak świetnym mistrzem był Aries, uważam że przerzucenie mistrzostwa na Pentagóna było dobrym ruchem”. Csonka pochwalił także Six Way match i House of Hardcore match (po 3¼ gwiazdki) (3¼ gwiazdki), pojedynek otwierający Redemption i mecz o pas X Division (po 3 gwiazdki). Jego zdaniem najsłabiej wypadło starcie Tayi Valkyrie z Kierą Hogan (2 gwiazdki).
Jeden z redaktorów portalu internetowego Świat Impact Wrestling! przyznał gali 3¾ gwiazdki w 5-stopniowej skali. W swojej recenzji zanotował: „No co, bawiłem się świetnie. Dostałem dwa starcia o bardzo wysokim poziomie i szczerze powiedziawszy – nie było rzeczy, o której mógłbym powiedzieć, że jest słaba. Booking gali Redemption to mistrzostwo, ten kto nie mógł stracić – nie stracił, a ten, który miał wygrać – wygrał. Wierzę, że ten rok będzie dla IW przełomowym, po tak udanej gali nie sposób nie być optymistą”. Przyznał 4 gwiazdki walce wieczoru i House of Hardcore matchowi, najniżej zaś ocenił pojedynek Tayi Valkyrie z Kierą Hogan (2 gwiazdki).
Średnia ocen wszystkich walk, jakie zostały przyznane przez „Wrestling Observer Newsletter” Dave′a Meltzera, wyniosła 2,66. Najlepszymi pojedynkami okazały się Three Way match o Impact World Championship i Six Way match (po 3¾ gwiazdki), nieco niższe noty otrzymały House of Hardcore match (3½ gwiazdki), starcie Aerostara z Drago oraz mecz o Impact X Division Championship (po 3 gwiazdki). Znacznie gorsze noty otrzymały walka o Impact Knockouts World Championship (1¾ gwiazdki), Tag Team match o Impact World Tag Team Championship (1½ gwiazdki) oraz spotkanie Tayi Valkyrie z Kierą Hogan (1 gwiazdka).

## Wydarzenia po gali

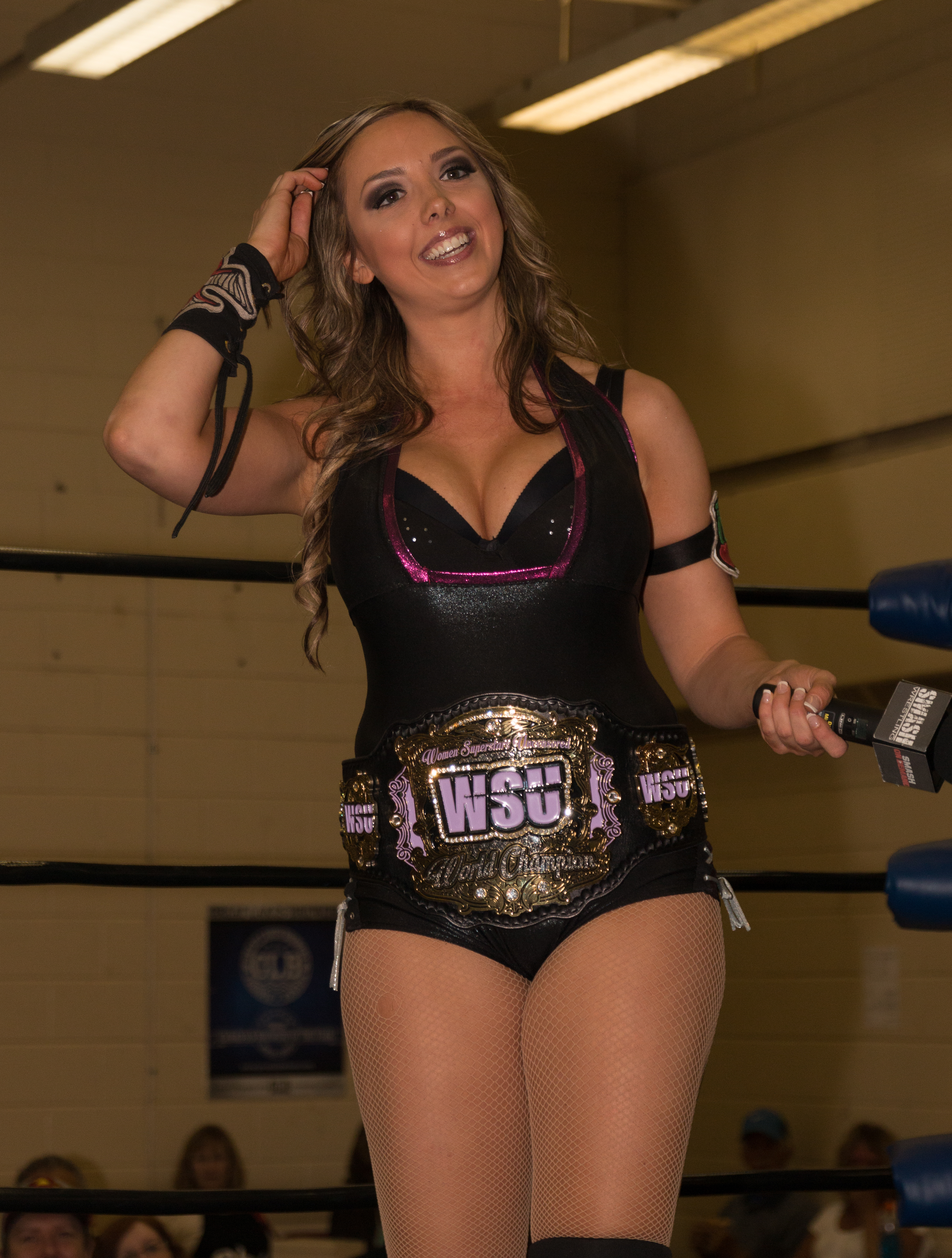
Allie

### Rywalizacje

#### Panowanie Pentagona Jr.
Pentagón Jr. rozpoczął panowanie mistrzowskie od zwycięstwa 5 maja nad Jimmym Jacobsem w Street Fight matchu na wspólnej gali Impact Wrestling i Pro Wrestling Revolver Penta Does Iowa. W odcinku Impactu! z 10 maja pokonał Elego Drake’a, który wykorzystał kontrakt zdobyty w walce z Moosem. Meksykanin utracił Impact World Championship w Impact Wrestling: Under Pressure (31 maja) na rzecz Austina Ariesa.

#### Allie vs. Su Yung
26 kwietnia Allie obroniła tytuł mistrzowski, walcząc z Tayą Valkyrie. Po meczu Su Yung zaatakowała ją i próbowała umieścić w trumnie, wniesionej do areny przez „nieumarłe druhny”. Przybycie Rosemary uniemożliwiło antagonistce zrealizowanie tych planów. 3 maja Rosemary przegrała z rywalką. W czasie meczu Allie próbowała pomóc sojuszniczce, jednak nieumarłe druhny Yung powstrzymały ją i zmusiły, by patrzyła jak ich przywódczyni wkłada The Demon Assassin do trumny. W akcie desperacji i chęci zemsty po utracie przyjaciółki postać Allie zaczęła przyjmować mroczniejsze oblicze, chociaż Rosemary ostrzegała ją, aby nie pozwoliła mocom ciemności przejąć nad sobą kontroli. Mistrzyni Knockoutek włożyła podobny strój, do tego który nosiła Rosemary i stawiła czoło Su Yung w Impact Wrestling: Under Pressure w Last Rites matchu. Ostatecznie została zamknięta w trumnie, a przeciwniczka stała się nową mistrzynią kobiet.

#### Pierwsze rywalizacje Tessy Blanchard
W odcinku Impactu! z 3 maja Tessa Blanchard została obrażona przez Kierę Hogan, która udzielała wywiadu McKenzie Mitchel, co zapoczątkowało ich rywalizację. Tego samego dnia Blanchard zaatakowała przeciwniczkę, gdy ta toczyła pojedynek z Valkyrie, następnie dwa tygodnie później zwyciężyła Hogan w pojedynku indywidualnym. Po wygranej zaczęła napastować rywalkę, lecz natychmiast została powstrzymana przez powracającą Madison Rayne. 31 maja Rayne pokonała ją, natomiast 14 czerwca Blanchard doprowadziła do końca rywalizację z Hogan po zwycięstwie w No Disqualification matchu.

#### Panowanie Elego Drake’a i Scotta Steinera
W walce rewanżowej Eli Drake i Scott Steiner nie pozwolili The Latin American Xchange odebrać sobie pasów drużynowych, jednak 17 maja, w wyniku nieporozumienia, utracili je na rzecz Z&E (DJ Z i Andrew Everett). Tydzień później obwinili się nawzajem o porażkę i zdecydowali się rozwiązać konflikt w pojedynku podczas Impact Wrestling: Under Pressure, który wygrał Drake.

#### Matt Sydal vs. Brian Cage
Matt Sydal, Impact X Division Champion, sukcesywnie pokonywał pretendentów do tytułu mistrzowskiego, Taijiego Ishimoriego (3 maja) i El Hijo del Fantasmę (24 maja). Jego kolejnym rywalem został Brian Cage, który zyskał status niepokonanego, zwyciężając zawodników w Impact Wrestling i federacjach zagranicznych, następnie otrzymał szansę zmierzenia się z Sydalem o mistrzostwo po wygranej 31 maja nad Dezmondem Xavierem. Zawodnicy stawili sobie czoło 14 czerwca. Sydal zachował Impact X Division Championship po tym, gdy Jimmy Jacobs i Kongo Kong zaatakowali Cage’a poza ringiem, a niewidzący całego zajścia sędzia wyliczył go.

#### Sytuacja LAX
The Latin American Xchange pozbawieni z niewiadomych przyczyn przywódcy, Konnana, i przyjaciela, Homicide’a, byli zdezorientowani i zaczęli przegrywać kolejne walki: spotkanie rewanżowe o Impact World Tag Team Championship z Elim Drakem i Scottem Steinerm, Z&E i Cult of Lee (Trevor Lee i Caleb Konley). 24 maja grupę wsparł The King oraz uspokoił ich co do sytuacji Konnana i Homicide’a. Zawodnicy przerwali pasmo porażek po zwycięstwie nad Cult of Lee, mszcząc się również za wcześniejsze kpiny ze strony przeciwników.

#### Eddie Edwards vs. Sami Callihan
Eddie Edwards wpadł w obsesję na punkcie całkowitego rozprawienia się ze wszystkimi członkami Ohio Versus Everything. 26 kwietnia zaatakował Jake’a i Dave’a Cristów, później zaś zauważył film wyświetlony na głównym telebimie, w którym Sami Callihan znalazł się w pokoju szpitalnym Alishy i postanowił z nią porozmawiać. Edwards przybył do szpitala i napadł na rywala w jego sali, co w konsekwencji sprawiło, że został wtrącony do aresztu. Po wyjściu na wolność Tommy Dreamer i jego żona przekonywali go, aby zaniechał zemsty, jednak wszystkie ich próby były bezowocne. Zgodnie z decyzją władz Impact Wrestling Edwards miał dokończyć swoje porachunki poza federacją, dlatego do kolejnego starcia zawodników, którym był Street Fight match, doszło w House of Hardcore. Edwards wygrał z przeciwnikiem, następnie chciał go udusić za pomocą kija baseballowego, ale jego próba została zaprzepaszczona przez szybką reakcję pracowników organizacji. 24 maja zainterweniował w pojedynku oVe z Drago i El Hijo del Fantasmą i pobił trzech antagonistów, skupiając się zwłaszcza na Callihanie. Rywalizacja zakończył się 7 czerwca, gdy w starciu w lesie Edwards rozprawił się z członkami grupy, ale jego główny cel, jakim było zabójstwo Callihana, nie został osiągnięty, ponieważ rozproszony przybyciem Tommy’ego Dreamera i Alishy, nie zauważył ucieczki rywala.

## Wyniki walk

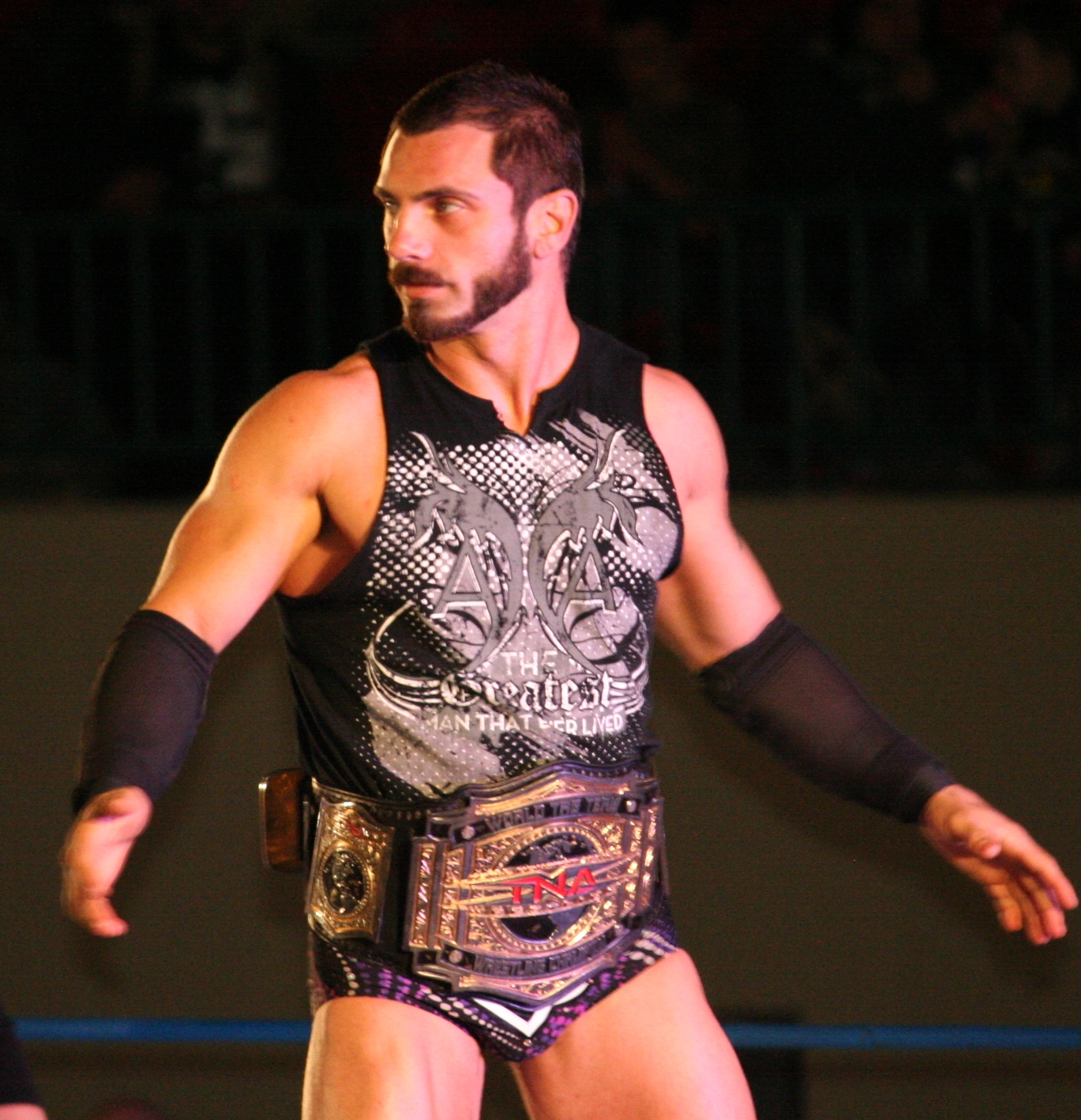
Austin Aries

Zestawienie zostało opracowane na podstawie materiału źródłowego:
| Nr                                 | Wyniki | Stypulacje                                          | Czas  |
| ---------------------------------- | --- | --------------------------------------------------- | ----- |
| 1                                  | Aerostar pokonał Drago                                                                                                  | Singles match                                       | 11:40 |
| 2                                  | Eli Drake i Scott Steiner pokonali The Latin American Xchange (Santana i Ortiz) (c)                                     | Tag Team match o Impact World Tag Team Championship | 8:00  |
| 3                                  | Brian Cage pokonał Taijiego Ishimoriego, Dezmonda Xaviera, El Hijo del Fantasmę, DJ-a Z i Trevora Lee                   | Six Way match                                       | 12:58 |
| 4                                  | Taya Valkyrie pokonała Kierę Hogan                                                                                      | Singles match                                       | 8:00  |
| 5                                  | Matt Sydal (c) pokonał Peteya Williamsa                                                                                 | Singles match o Impact X Division Championship      | 11:58 |
| 6                                  | Ohio Versus Everything (Dave Crist, Jake Crist i Sami Callihan) pokonali Tommy’ego Dreamera, Moose’a i Eddiego Edwardsa | House of Hardcore Six Man Tag Team match            | 13:00 |
| 7                                  | Allie (c) pokonała Su Yung (z Braxtonem Sutterem)                                                                       | Singles match o Impact Knockouts World Championship | 7:17  |
| 8                                  | Pentagón Jr. pokonał Austina Ariesa (c) i Fénixa                                                                        | Three Way match o Impact World Championship         | 16:15 |
| (c) – mistrz/mistrzyni przed walką | |                                                     |       |